# Mario Conde
Pour les articles homonymes, voir Conde.
Mario Antonio Conde Conde, né à Tui, en Galice, le 14 septembre 1948, est un haut fonctionnaire, chef d'entreprise et homme politique espagnol, protagoniste de l'affaire Banesto qui secoue le monde bancaire européen dans les années 1990.

## Biographie
Étudiant diplômé de l'université de Deusto, docteur honoris causa de la Complutense de Madrid, il exerce comme haut fonctionnaire (Abogado del Estado, 1973), puis fait fortune dans des entreprises pharmaceutiques.
En mars 1994, est condamné à vingt années de prison pour escroquerie dans l'affaire Banesto, considérée comme l'un des plus grands scandales financiers en Espagne.
Il est incarcéré à la prison de Soto del Real de Madrid où il partage une cellule avec le financier Javier de la Rosa (ce dernier venant de la prison Model de Barcelone).
L'histoire de Mario Conde est évoquée dans la série télévisée jouée par l'acteur catalan Daniel Grao dans le rôle titre.